# Mount Lindesay (berg i Australien, New South Wales)
Mount Lindesay är ett berg i Australien. Det ligger i regionen Gwydir och delstaten New South Wales, i den sydöstra delen av landet, omkring 420 kilometer norr om delstatshuvudstaden Sydney. Toppen på Mount Lindesay är 1 373 meter över havet, eller 563 meter över den omgivande terrängen. Bredden vid basen är 11,6 km. Mount Lindesay ingår i Nandewar Range.
Trakten runt Mount Lindesay är nära nog obefolkad, med mindre än två invånare per kvadratkilometer.. 
I omgivningarna runt Mount Lindesay växer i huvudsak städsegrön lövskog. Genomsnittlig årsnederbörd är 762 millimeter. Den regnigaste månaden är januari, med i genomsnitt 126 mm nederbörd, och den torraste är oktober, med 18 mm nederbörd.